# MTTF
MTTF (ang. Mean Time To Failure, średni czas do wystąpienia awarii) – określa średni czas pracy urządzenia od początku eksploatacji lub od ostatniej jego naprawy do powstania pierwszej awarii.
Parametr ten jest szczególnie ważny dla systemów, w których pojedyncze operacje trwają długo – małe MTTF znacznie zmniejsza prawdopodobieństwo poprawnego zakończenia pojedynczej transakcji.